# 24. sydlige breddekreds
Den 24. sydlige breddekreds (eller 24 grader sydlig bredde) er en breddekreds, der ligger 24 grader syd for ækvator. Den løber gennem Atlanterhavet, Afrika, det Indiske Ocean, Australasien, Stillehavet og Sydamerika.